# Саед, Мохаммед
Мохаммед Саед оль-Везаре Марагеи (перс. محمد ساعد مراغه‌ای‎; 1883, Мераге — 2 ноября 1973, Тегеран) — иранский дипломат и политический деятель, министр иностранных дел, а затем премьер-министр Ирана в 1944 и 1948—1950 годах.

## Биография
Мохаммед Саед родился в 1883 году в городе Мераге в Иранском Азербайджане в семье, ведущей родословную из Герата. Детство и юность он провёл в Закавказье, учился в Тифлисе, Санкт-Петербурге, а затем в Швейцарии. Начал свою дипломатическую карьеру также в российском Закавказье (в частности в 1918 году был персидским консулом в Баку, оставив описание мартовского кровопролития в этом городе).
Вошедший впоследствии в окружение шаха Пехлеви Саед был одним из персидских политиков, благодаря которым страна взяла курс на вестернизацию. Саед возглавлял посольство Ирана в Москве в июне 1941 года, когда немецкие войска вторглись в СССР, и по поручению шаха заявил о полном нейтралитете своей страны. Это, однако, не помогло Ирану избежать последовавшей вскоре оккупации силами стран антигитлеровской коалиции. В процессе этой оккупации, в апреле 1944 года, Саед (после возвращения из Москвы возглавлявший министерство иностранных дел) занял пост премьер-министра Ирана, но оставался на нём лишь до ноября того же года. В этот период правительство Саеда сотрудничало с представителями британских и американских фирм в вопросах предоставления концессий на разведку и добычу нефти, но в октябре 1944 года премьер неожиданно занял жёсткую позицию в аналогичных переговорах с советскими дипломатами. В ответ советская сторона развернула дипломатическую атаку, целью которой стал Саед, обвинённый в попустительстве «враждебным профашистским элементам», которые саботируют поставки продукции стран-союзниц в СССР через Иран. Заместитель наркома иностранных дел Кавтарадзе заявил, что СССР не видит больше возможности сотрудничать с правительством Саеда, а в Тегеране прошли организованные просоветской Народной партией антиправительственные демонстрации. В обстановке внешне- и внутриполитического давления Саед был вынужден подать в отставку.
В ноябре 1948 года меджлис (парламент Ирана) снова избрал Саеда премьер-министром. Хотя поначалу Саеду удалось мобилизовать поддержку влиятельных фракций и принять в парламенте — впервые за несколько лет — бюджет на следующий год, в дальнейшем его правительство вынуждено было лавировать между ожиданиями шаха и многочисленными сторонниками экс-премьера Кавама. В период нахождения Саеда на посту премьер-министра, 4 февраля 1949 года, член Народной партии предпринял покушение на жизнь шаха Мохаммеда Резы, после чего эта партия была запрещена.
Новое правительство Саеда, как и предыдущее, в дальнейшем было вынуждено сосредоточиться на вопросе иностранных нефтяных концессий. В марте 1949 года Саед потребовал от руководства Англо-персидской нефтяной компании передачи Ирану половины доходов от добываемой в этой стране нефти, аналогично ранее заключённым соглашениям с Венесуэлой, и в течение следующих нескольких месяцев было выработано соглашение, позволяющее существенно увеличить долю Ирана в получаемых дивидендах. К этому моменту, однако, стало ясно, что правительство не располагает достаточным большинством в парламенте для заключения даже такого, более выгодного, соглашения из-за усиливающейся поддержки идеи о национализации нефтяных ресурсов, и были объявлены новые выборы. Саед вторично ушёл с поста премьер-министра через несколько дней после начала работы 16-го созыва меджлиса, где снова сформировалась слишком сильная оппозиция нефтяным концессиям.
Мохаммед Саед умер в 1973 году в Тегеране. В 1994 году вышли в свет его мемуары.